# 曾鈞
曾鈞（1490年—1570年），字廷和，號前溪，江西南昌府進賢縣人，民籍。明朝政治人物。

## 生平
閏九月二十五日生，行八，治《詩經》，由國子生中式嘉靖七年（1528年）戊子科江西鄉試第五十四名舉人，年四十三歲中式嘉靖十一年（1532年）壬辰科会试第四十八名，第三甲第十五名進士。觀都察院政。授行人，升南京礼科給事中。彈劾參贊尚書劉龍，相繼又彈劾劾翊國公郭勛、禮部尚書嚴嵩、工部侍郎蔣淦、延綏巡撫趙錦。聲明威震一時。二十一年十二月出任雲南按察司副使，二十四年十二月升四川右參政。因平撫黔地寇亂，升河南左布政使。
嘉靖三十一年，以右副都御史總理河道。三十二年十二月，漕河工程結束，升工部右侍郎，兼右佥都御史，视职如故。治河四年，三十四年（1555年）十月入為南京刑部右侍郎，三十六年十月以病乞求歸鄉。家居十餘年，隆庆四年（1570）二月二十二日卒，贈刑部尚書，諡恭肅。

## 家族
曾祖曾翊如；祖曾由勉；父曾文獻；母傅氏。永感下，妻傅氏，兄廷夔；廷鰲；廷範；廷式；廷高，子一唯；一初；一鳴，孫允功（甲午舉人），姪孫時奉（甲午舉人）。

## 延伸阅读
[在维基数据编辑]
 《國朝獻徵錄·卷之四十九》，出自焦竑《國朝獻徵錄》
 《明史卷二百〇三》，出自《明史》